# Tourtière (plat)
La tourtière és un pastís de carn originari de les cuines canadenca i quebequesa, que normalment consisteix en carn de porc capolada, de vedella o bou, amb patates. De vegades s'utilitza el carn de caça. Una part tradicional de l'àpat del ressopó de la Nit de Nadal i del de la nit de cap d'any al Quebec. També és popular a la Nova Brunswick i es ven a les botigues de queviures de la resta del Canadà durant tot l'any.

## Història i variants
La tourtière no és exclusiva del Quebec, encara que s'hi associa. Es tracta d'un plat tradicional.
del Quebec servit per generacions de famílies franco-canadenques a tot el Canadà i regions frontereres dels Estats Units. A la regió de Nova Anglaterra dels Estats Units, especialment al Maine, Rhode Island, Vermont, Nou Hampshire i Massachusetts (per exemple, Chicopee i Attleboro), immigrants del Quebec a la darreria del segle xix i a la primeria XX van introduir aquest plat.
No s'utilitza una sola cobertura de la manera correcta; la carn depèn del que hi hagi disponible a la regió. A les regions costaneres, s'utilitza habitualment peix com el salmó, mentre que la carn de porc, vedella, conill o de caça sovint s'inclouen a l'interior. El nom deriva del recipient on es cuinava originalment, una tourtière.
La Tourtière du Saguenay s'ha convertit en el plat tradicional i emblemàtic de la regió de Saguenay–Lac-Saint-Jean del Quebec d'ençà de la Segona Guerra Mundial, i ha tingut diverses metamorfosis.
En segle xviii, el cipaille es va fer popular entre els colons francesos i britànics, i sembla ser " l'avantpassat directe de la tourtière del Lac-Saint-Jean.»
La tourtière ha estat descrita com a "exemple" de "cuina sota ocupació", un aliment francès per la mitjanceria dels britànics, que van prendre la ciutat de Quebec el 1759.

## Tipologia

### Saguenay–Lac-Saint-Jean i el Quebec marítim
Les tourtières de la regió de Saguenay–Lac-Saint-Jean i Est-del-Quebec són pastissos de carn de cocció lenta i profunda fets amb patates i carns diverses (que sovint inclouen la carn de caça) tallades en dauets.
En altres llocs del Quebec i la resta del Canadà, aquesta varietat de tourtière s'anomena de vegades, en francès i anglès, tourtière du Lac-Saint-Jean, o tourtière Saguenéenne, per distingir-la de les varietats de tourtière amb carn picada. A Saguenay–Lac-Saint-Jean, però, les varietats de tourtière de carn picada s'anomenen generalment “pâté à la viande" (paté de carn), mentre que el nom "tourtière" es reserva exclusivament per a llur varietat local.

### Mont-real
La tourtière de Montreal s'elabora tan sols amb carn de porc capolada finament (que pot ser difícil de trobar, puix que sovint la carn es pica massa gruixuda enjondre). S'afegeix aigua a la carn després d'haver-la daurat, i la canyella i els claus li co,nfereixen una sabor particular. Molta gent fa servir el quètxup com a condiment, però la tourtière també es menja amb xarop d'auró o melassa, o amb conserves de nabius.
Per bé que no sigui tan popular com la tourtière original i la tourtière de Lac-Saint-Jean, aquesta versió es pot trobar habitualment a tot el Canadà i els voltants.

### Manitoba
La tourtière és una part integral dels àpats festius dels francoc-canadencs a Saint-Boniface, així com a les zones rurals de Manitoba de llengua francesa. La carn daurada és condimentada amb diferents combinacions de salat, nou moscada, clau, canyella, sal d'api, mostassa seca, sal i pebre.

### Acadia
La tourtière acadienne, o pâté à la viande (paté de carn), és un paté de porc que també pot contenir pollastre, llebre i bou. El paté de carn varia d'una regió a una altra a Nova Brunswick, Nova Escòcia i l'illa del Príncep Eduard. A Petit-Rocher i Campbellton, el plat es prepara en plats petits per a tartes i es coneix com a "petits cochons" (porcells).